# Mitcheldean
Mitcheldean ist eine Stadt (Town) im Forest of Dean District in der Grafschaft Gloucestershire, England, 17 km westlich von Gloucester und ca. 20 km östlich von Monmouth in Wales.
Der Ort, der 1328 erstmals Erwähnung fand, liegt am Nordrand des Forest of Dean; im Süden befindet sich Flaxley Abbey, im Norden das Dorf Badminton.
Die westlich verlaufende Lea Bailey Light Railway ist heute Museumseisenbahn.
In der zweiten Hälfte des 20. Jahrhunderts war der Ort durch eine Fabrik von Rank Xerox ein wesentlicher Arbeitgeber der Region.